# ジョセフ・コーネル
ジョセフ・バーラット・コーネル（Joseph Bharat Cornell、1950年2月2日 - ）はアメリカ合衆国カリフォルニア州生まれのナチュラリスト。

## 人物
野外教育インストラクターの経験を経て、1979年に書籍『Sharing Nature with Children』を発表。現在、世界的なナチュラリストとして活躍。米国カリフォルニア州アナンダ村でヨガや菜食主義を取り入れた自然と調和する生活を送っている。シェアリングネイチャーワールドワイド会長。（公社）日本シェアリングネイチャー協会名誉会長。

## 著書
- 『空と大地が私に触れた　自然のマインドフルネス』（訳：吉田正人／発行：日本シェアリングネイチャー協会）
- 『シェアリングネイチャー　自然のよろこびをわかちあおう』（訳：吉田正人・辻淑子／発行：日本シェアリングネイチャー協会）
- 『ネイチャーゲーム1』（訳：吉田正人・辻淑子／発行：柏書房）
- 『ネイチャーゲーム2』（訳：吉田正人・辻淑子ほか／発行：柏書房）
- 『ネイチャーゲーム3　自然の声を聞く』（金坂留美子訳／発行：柏書房）
- 『ネイチャーゲーム4　自然のこころにふれる旅』（Michael Deranjaと共著、訳:上遠恵子・たかもりゆか／発行：柏書房）